# Sakari Visa
Jouko Sakari Visa, född 1 maj 1940 i Helsingfors, är en finländsk sjöofficer.
Visa genomgick Sjökrigsskolans kadettkurs 1960–1961 och Krigshögskolan 1971–1973 samt försvarskursen 1978. Som ung officer tjänstgjorde han bland annat vid Åbo marinbas och på skolskeppet Matti Kurki. Efter Krigshögskolan återvände han till Sjökrigsskolan och avancerade därifrån via marinstaben, Kustflottan och posterna som chef för Helsingfors marinbas och chef för försvarskurserna till kommendör för sjöstridskrafterna, en befattning han innehade 1990–1996. Han uppnådde viceamirals grad 1994. 